# 铁死亡

人前列腺癌细胞发生的铁死亡。

铁死亡（英語：Ferroptosis）是一种区别于细胞凋亡、细胞坏死、细胞自噬的新发现的细胞程序性死亡方式。因为其过程依赖于铁离子，所以被称为铁死亡。

## 历史
2012年，哥伦比亚大学的Dr. Brent R.Stockwell首先提出铁死亡的概念。在此之前，铁死亡的一些特殊形式，以及铁死亡诱导剂如erastin的发现暗示了这种细胞程序性死亡方式的存在。

## 分子生物学
铁死亡的的本质是谷胱甘肽的耗竭，谷胱甘肽过氧化物酶（GPX4）活性下降，脂质氧化物不能通过GPX4催化的谷胱甘肽还原酶反应代谢，之后Fe2+通过芬顿反应氧化脂质产生活性氧（ROS），从而促使铁死亡的发生。
谷氨酸/胱氨酸逆向转运体 将细胞内谷氨酸转运至细胞外间隙，将细胞外胱氨酸转运至细胞内，再转化为半胱氨酸合成谷胱甘肽。GPX4减少过氧化多不饱和脂肪酸向多不饱和脂肪酸的内源性中和，最终减少ROS的积累。
过量的铁是铁死亡的基础。循环铁以Fe3+的形式与转铁蛋白结合，然后通过转铁蛋白受体1多余的铁以稳定的形式被储存到铁蛋白中而不参与ROS生成反应。泵铁蛋白介导铁离子外排。
- PHKG2、铁反应元件结合蛋白（英语：Iron-responsive element-binding protein）和CDGSH铁硫结构域1（英语：CISD1）在铁代谢平衡中的功能在铁死亡中发挥重要作用，其中IREB1促进TfR1，PHKG2与CISD1抑制其功能。
- 蛋白激酶C（PKC）介导的磷酸化的热休克蛋白27（HSP27）阻断细胞骨架介导的铁吸收，同时减少脂质ROS的产生来诱导铁死亡抗性。
- EGLN1可以通过限制HIF-1α上调LSH表达，LSH通过影响下游代谢相关基因（包括SCD1、GLUT1和FADS2）来抑制脂质ROS的产生，从而抑制铁死亡[2]。

待补充。

## 特征
1. 线粒体体积缩小，双层膜密度增加；线粒体嵴减少或者消失；线粒体外膜破裂、皱缩；线粒体颜色深染。
2. 铁依赖性；细胞核无破裂，细胞膜破裂；无染色质聚集。
3. 胱氨酸摄取降低；ROS、PTGS2上升，NADPH下降[3]；释放花生四烯酸介质（如11-HETE和15-HETE）等。
4. 丝裂原活化蛋白激酶（英语：Mitogen-activated protein kinase）系统激活，System xc-抑制。
5. 释放损伤相关的分子（DAMPs），促进炎症反应。

## 检测方法[4]
1. 形态观察：使用透射电镜观察细胞形态，发生铁死亡的细胞线粒体体积缩小，双层膜密度增加；线粒体嵴减少或者消失；线粒体外膜破裂、皱缩；线粒体颜色深染。
2. 细胞活性测定：可用CCK-8法测定细胞活性，同时可使用乙酰氧甲基钙黄绿素（英语：Calcein）、阿尔玛蓝、台盼蓝染色等染色方法鉴定细胞死活。
3. 细胞铁水平：使用PGSK检测活细胞内Fe2+含量。
4. ROS及脂质过氧化：使用DCFH-DA荧光探针测定细胞内ROS水平；或硫代巴比妥酸反应物法（英语：TBARS）检测脂质过氧化产物丙二醛。
5. 测定谷胱甘肽水平：测定细胞内GSH/GSSG比率。
6. 代谢组学或脂质组学：通过代谢组学或脂质组学检测代谢物和脂质。
7. 检测相关基因及蛋白表达： 基因：GPX4，CD71/TFR1，SLC7A11，NRF2，NCOA4，p53，HSPB1，ACSL4，FSP1，KOD等。  蛋白：SLC7A11，GPX4，ferritin，COX2/PTGS2，NOX1，AIFM2/ FSP1，ACSL4，LPCAT3，IREB2，ATG5-ATG7-NCOA4，p62-Keap1- NRF2，p53-SAT1-ALOX15等。